# Tour del Porvenir 1983
La 21.ª edición del Tour del Porvenir (nombre oficial en francés: Tour de l'Avenir) fue una carrera de ciclismo en ruta por etapas que se celebró entre el 6 y el 19 de septiembre de 1983 en Francia con inicio en la ciudad de Lorient y final en Martigues sobre una distancia total de 1945 kilómetros.
La carrera fue ganada por el ciclista Olaf Ludwig de selección nacional de Alemania Oriental. El podio lo completaron el francés Jean-François Chaurin del equipo SEM-Mavic-Reydel-Kymasport y el Maarten Ducrot de selección nacional de Países Bajos.

## Equipos participantes
Tomaron parte en la carrera 23 equipos de 7 corredores cada uno de los cuales 11 fueron equipos nacionales amateur y 12 equipos profesionales:
| Equipos profesionales (11) - Coop-Mercier-Mavic - Eurotex-Mavic - Estados Unidos Pro - Fangio-Tonissteiner-Mavic - La Redoute-Motobécane - Mareno-Vilier-Triestina - Peugeot-Shell-Michelin - Renault-Elf-Gitane - SEM-Mavic-Reydel-Kymasport - U.C. Saint-Etienne-Pélussin - Wolber Equipos nacionales amateur (12) - República Democrática Alemana - Checoslovaquia - Colombia - Costa Rica - Estados Unidos - Francia - Irlanda - Japón - Países Bajos - Polonia - Portugal - Suiza |  |
| |  |

## Etapas
| Etapa      | Fecha     | Recorrido                               | Distancia (km) | Ganador                       | Líder                 |
| ---------- | --------- | --------------------------------------- | -------------- | ----------------------------- | --------------------- |
| Prólogo    | 6 de sep  | Lorient – Lorient                       | 5,8            | Olaf Ludwig                   | Olaf Ludwig           |
| 1.ª etapa  | 7 de sep  | Lorient – Plumelec                      | 83             | Siegfried Hekimi              | Siegfried Hekimi      |
| 2.ª etapa  | 7 de sep  | Plumelec – Lorient                      | 88,5           | Francis Castaing              | Siegfried Hekimi      |
| 3.ª etapa  | 8 de sep  | Lorient – Saint-Nazaire                 | 193,5          | Olaf Ludwig                   | Siegfried Hekimi      |
| 4.ª etapa  | 9 de sep  | Saint-Nazaire – Chace                   | 199            | Frédéric Vichot               | Mario Kummer          |
| 5.ª etapa  | 10 de sep | Chace – Châtellerault                   | 76,5           | República Democrática Alemana | Mario Kummer          |
| 6.ª etapa  | 11 de sep | Châtellerault – Nevers                  | 209            | Olaf Ludwig                   | Jean-François Chaurin |
| 7.ª etapa  | 12 de sep | Nevers – Saint-Honoré                   | 121            | Jacques Boyer                 | Jean-François Chaurin |
| 8.ª etapa  | 12 de sep | Château-Chinon – Château-Chinon         | 29             | Olaf Ludwig                   | Olaf Ludwig           |
| 9.ª etapa  | 14 de sep | Saint-Trivier – Bourg-de-Peage          | 161            | Bernd Drogan                  | Olaf Ludwig           |
| 10.ª etapa | 15 de sep | Bourg-de-Peage – La Chapelle-en-Vercors | 99             | Alexi Grewal                  | Olaf Ludwig           |
| 11.ª etapa | 15 de sep | La Chapelle-en-Vercors – Bourg-de-Péage | 92,5           | Leo Wellens                   | Olaf Ludwig           |
| 12.ª etapa | 16 de sep | Bourg-de-Péage – Bessèges               | 180            | Pierre-Henri Menthéour        | Olaf Ludwig           |
| 13.ª etapa | 17 de sep | Le Rouret – Nimes                       | 199            | Denis Roux                    | Olaf Ludwig           |
| 14.ª etapa | 18 de sep | Nimes – Vitrolles                       | 137            | Vincent Barteau               | Olaf Ludwig           |
| 15.ª etapa | 19 de sep | Vitrolles – Martigues                   | 73             | Paul Wellens                  | Olaf Ludwig           |

## Clasificaciones finales
Las clasificaciones finalizaron de la siguiente forma:

### Clasificación general
| Clasificación general |                       |                            |                  |
| Ciclista              | Ciclista              | Equipo                     | Tiempo           |
| --------------------- | --------------------- | -------------------------- | ---------------- |
| 1.º                   | Olaf Ludwig           | Alemania Oriental          | 45 h 55 min 36 s |
| 2.º                   | Jean-Francois Chaurin | SEM-Mavic-Reydel-Kymasport | + 3 min 36 s     |
| 3.º                   | Maarten Ducrot        | Países Bajos               | + 4 min 37 s     |
| 4.º                   | Pascal Guyot          | La Redoute-Motobécane      | + 7 min 30 s     |
| 5.º                   | Yvon Madiot           | Renault-Elf-Gitane         | + 9 min 41 s     |
| 6.º                   | Charly Mottet         | Renault-Elf-Gitane         | + 10 min 29 s    |
| 7.º                   | Bernd Drogan          | Alemania Oriental          | + 10 min 41 s    |
| 8.º                   | Fabien De Vooght      | Wolber                     | + 11 min 25 s    |
| 9.º                   | Jacques Boyer         | SEM-Mavic-Reydel-Kymasport | + 12 min 15 s    |
| 10.º                  | Mario Kummer          | Alemania Oriental          | + 12 min 40 s    |

### Clasificación por puntos
| Clasificación por puntos |                       |                        |        |
| Ciclista                 | Ciclista              | Equipo                 | Puntos |
| ------------------------ | --------------------- | ---------------------- | ------ |
| 1.º                      | Olaf Ludwig           | Alemania Oriental      |        |
| 2.º                      | Francis Castaing      | Peugeot-Shell-Michelin |        |
| 3.º                      | Christian Levavasseur | La Redoute-Motobécane  |        |

### Clasificación de la montaña
| Clasificación de la montaña |                |          |        |
| Ciclista                    | Ciclista       | Equipo   | Puntos |
| --------------------------- | -------------- | -------- | ------ |
| 1.º                         | Antonio Alves  | Portugal |        |
| 2.º                         | Manuel Cunha   | Portugal |        |
| 3.º                         | Alfonso Flórez | Colombia |        |

### Clasificación por equipos
| Clasificación por equipos |                               |        |
| Equipo                    | Equipo                        | Tiempo |
| ------------------------- | ----------------------------- | ------ |
| 1.º                       | República Democrática Alemana |        |
| 2.º                       | Renault-Elf-Gitane            |        |
| 3.º                       | Checoslovaquia                |        |